# Montelparo
Montelparo è un comune italiano di 690 abitanti della provincia di Fermo nelle Marche.

## Geografia fisica
Il comune, anticamente chiamato Montèrbere in dialetto fermano, si trova nella Provincia di Fermo, sulla sommità d'un colle che svetta sulla valle dell'Aso, a metà strada tra i Monti Sibillini ed il mare Adriatico.

## Storia
I reperti storici più antichi dell'area sono relativi ad insediamenti piceni dell'VIII secolo a.C., seguiti dai reperti di una necropoli romana di contrada Celestrana.
Il nome del paese sembra derivare da quello di Elprando o Eliprando, un condottiero longobardo che nell'alto medioevo costruì un castello con una prima cerchia muraria tra il VII e l'XI secolo.
Nell'XI secolo il castello passò ai monaci dell'Abbazia di Farfa, rifugiatisi nella vicina Santa Vittoria in Matenano, e in documenti dei monaci risalenti al XII secolo appare per la prima volta la citazione di Mons Elprandi. I monaci costruirono sul colle anche un monastero e la chiesa di San Michele Arcangelo (in prossimità della quale sorge il "Museo degli antichi mestieri"), oltre a una seconda cerchia muraria risalente ai secoli XII–XIV: a questa cinta appartiene il bastione cilindrico della torre civica nell'edificio del municipio (secoli XIV-XV).
Nel XIII secolo Montelparo diventò un comune di parte guelfa e conobbe un notevole sviluppo con la realizzazione di tre monasteri (benedettino, agostiniano e francescano) e di una terza cerchia muraria (secoli XV–XVIII). La creazione della diocesi di Montalto da parte di Sisto V, però, causò una riduzione dei privilegi goduti dal comune e un colpo decisivo all'economia della zona venne dal terremoto del 1703 che distrusse gran parte del paese.

### Simboli
Lo stemma storico del comune è rappresentato da uno «scudo, sormontato da corona dorata, con sopra impresso S. Michele Arcangelo con in pugno spada e bilancia, e due chiavi incrociate.» Il gonfalone è un drappo di azzurro.

## Monumenti e luoghi d'interesse
Il centro storico mostra lo sviluppo del paese sulle tre cerchie murarie con quattro porte ciascuna. I monumenti principali sono:
- la chiesa di San Michele Arcangelo (XIII secolo);
- la chiesa di Santa Maria Novella (XIII secolo);
- la chiesa di San Pietro (1286);
- la porta del Sole (XIII secolo);
- palazzo Petrocchini (XIV secolo);
- la torre Civica (XIV secolo);
- la chiesa di Sant'Antonio di Padova (XV secolo);
- il Monte frumentario (1511);
- la chiesa di Santa Maria in Camurano (1549);
- la chiesa di San Gregorio Magno (1615);
- il convento (1686) e la chiesa (1730) di Sant'Agostino;
- il palazzo comunale (XVIII secolo).

Da segnalare anche il museo degli oggetti sacri nel convento di Sant'Agostino e la mostra dei Mestieri Ambulanti su biciclette presso il Chiostro Agostiniano.

## Società

### Evoluzione demografica
Abitanti censiti

## Amministrazione

### Altre informazioni amministrative
Il comune fa parte della Comunità montana dei Sibillini.

## Galleria d'immagini

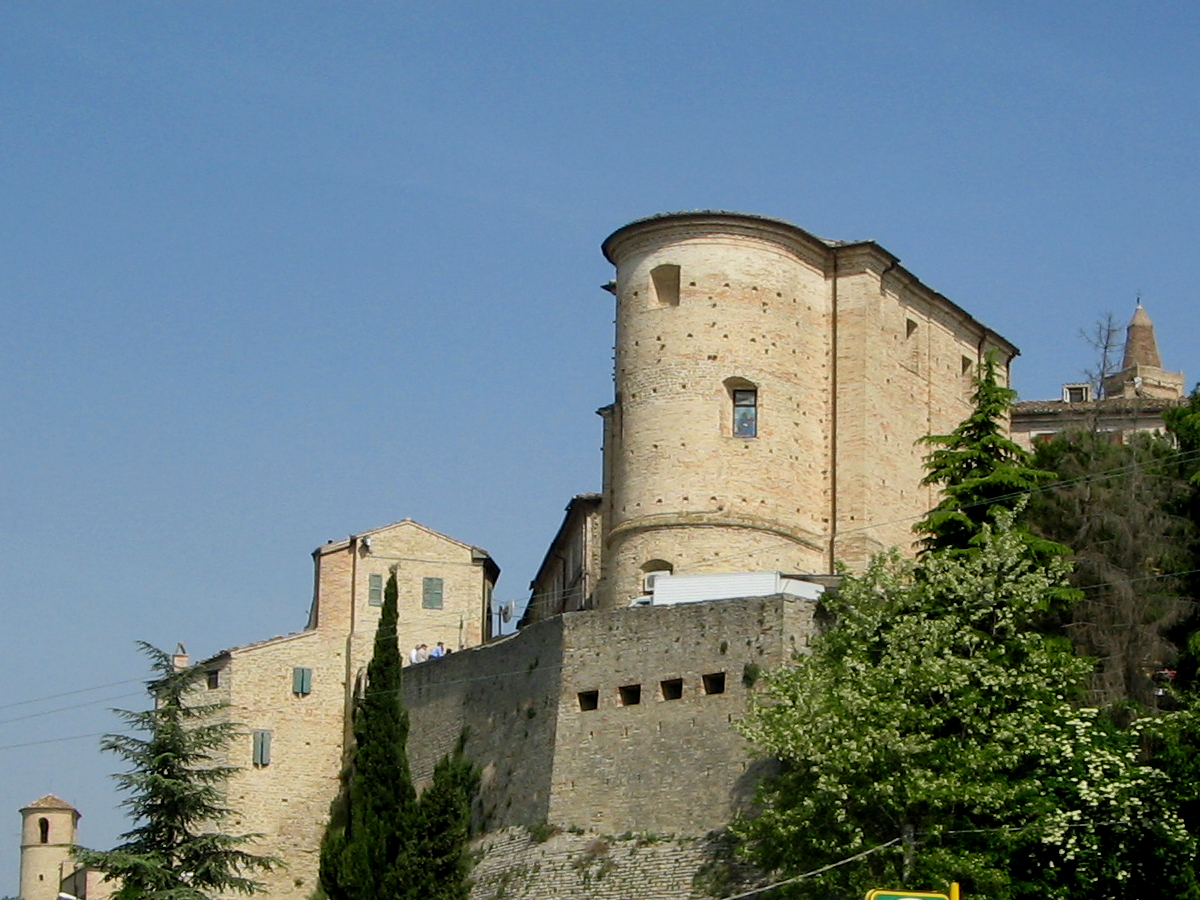
Ingresso del Paese
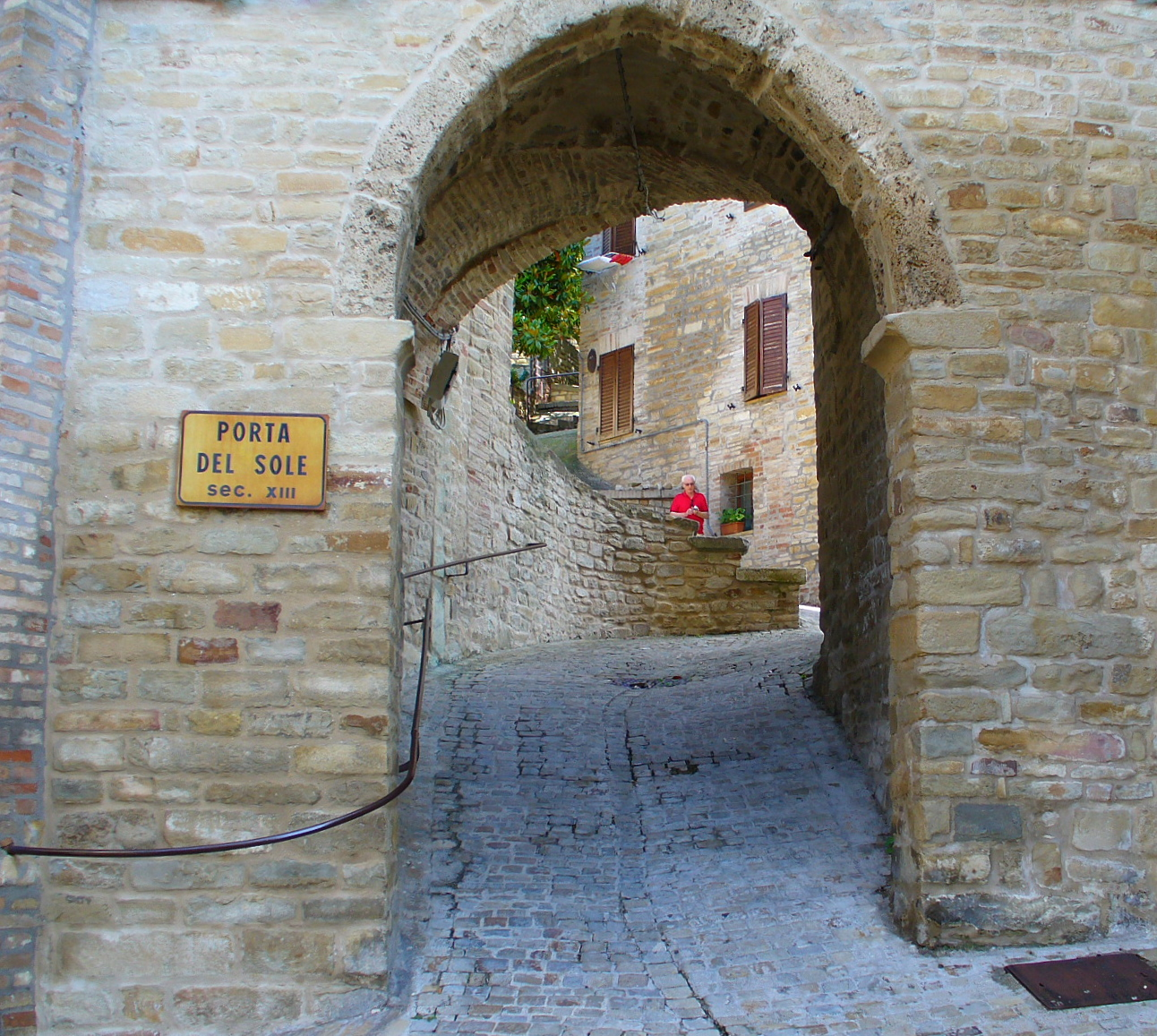
Porta del Sole
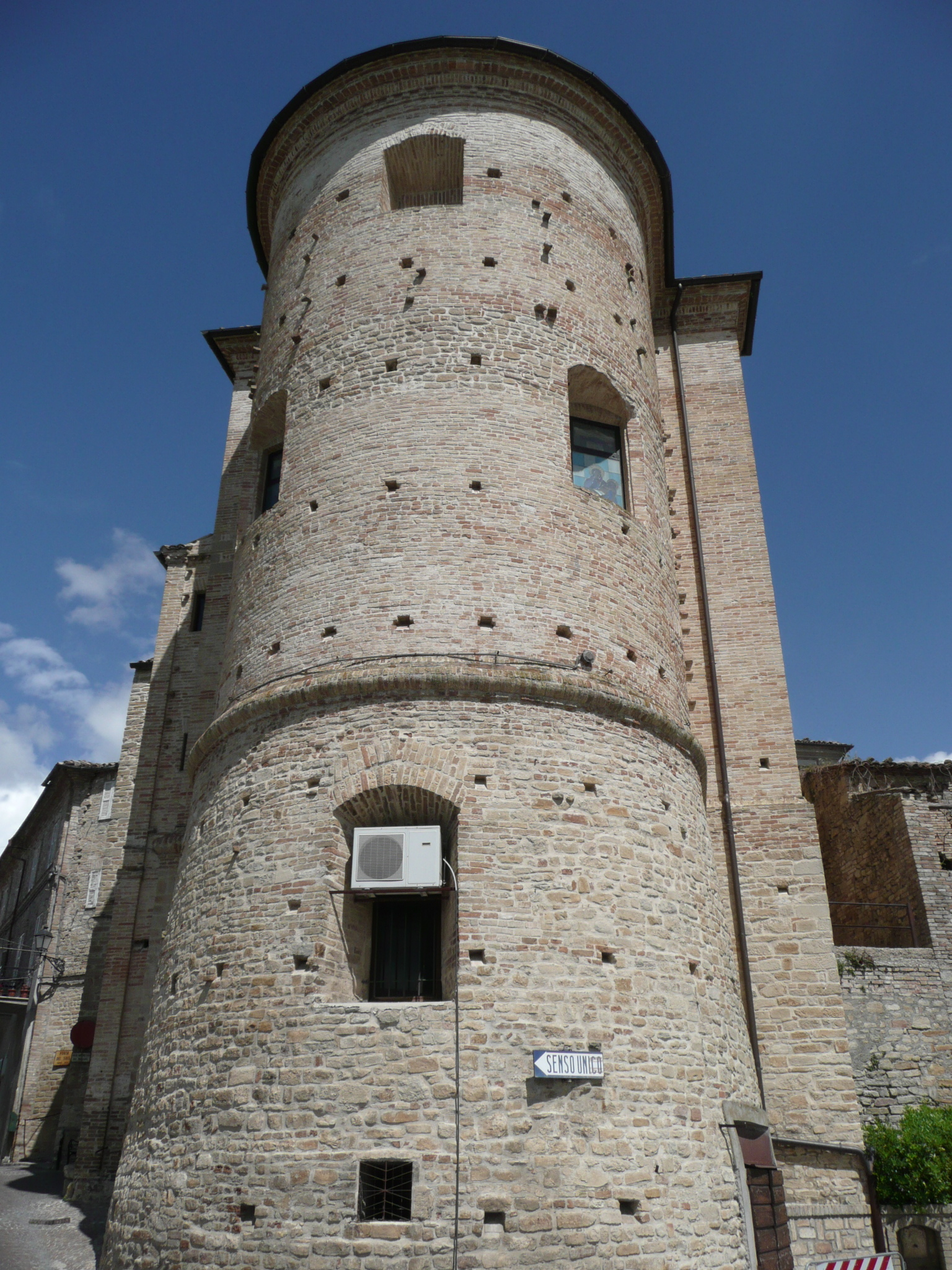
Torre di Porta del Sole
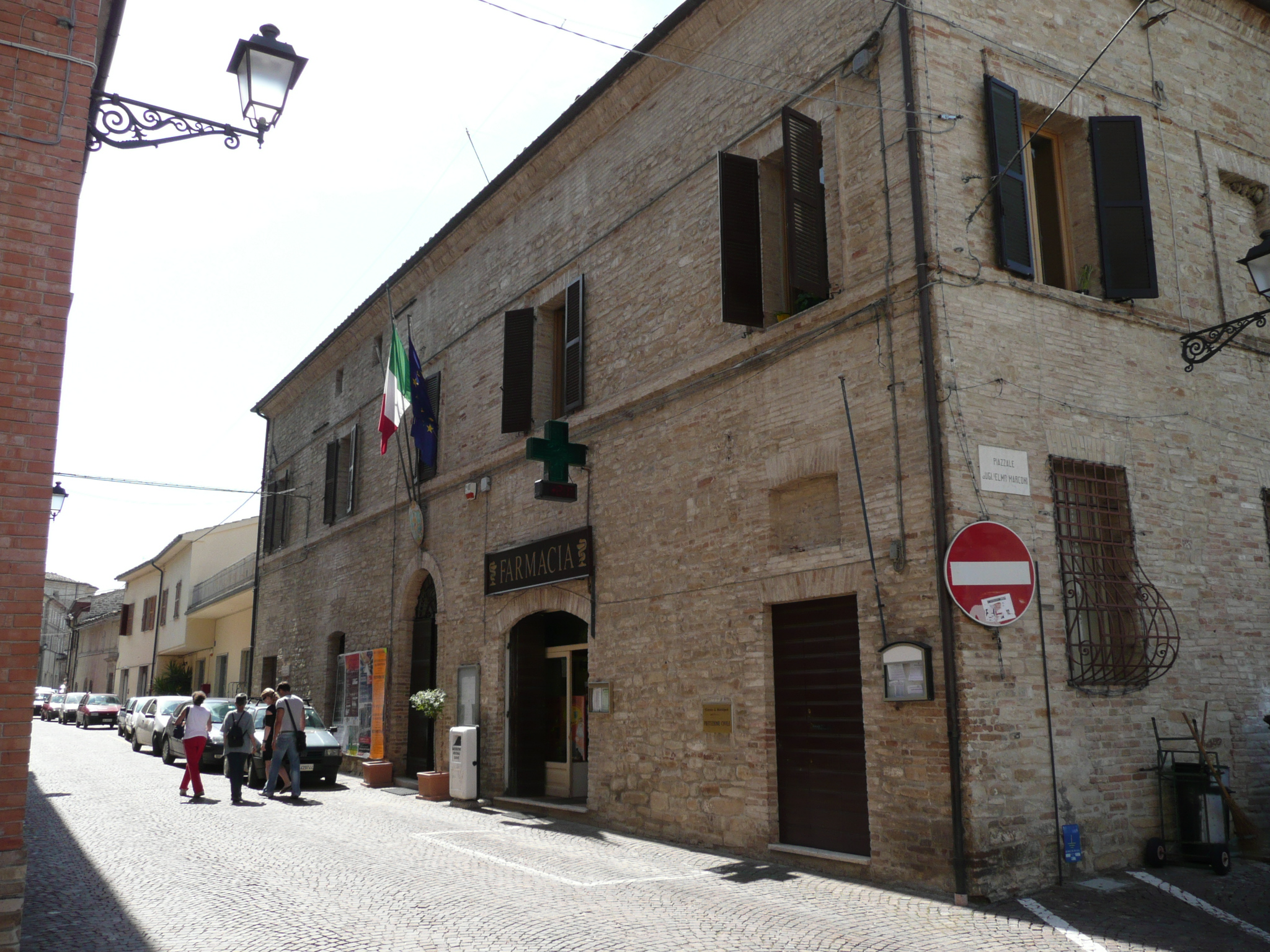
Municipio e Via Roma
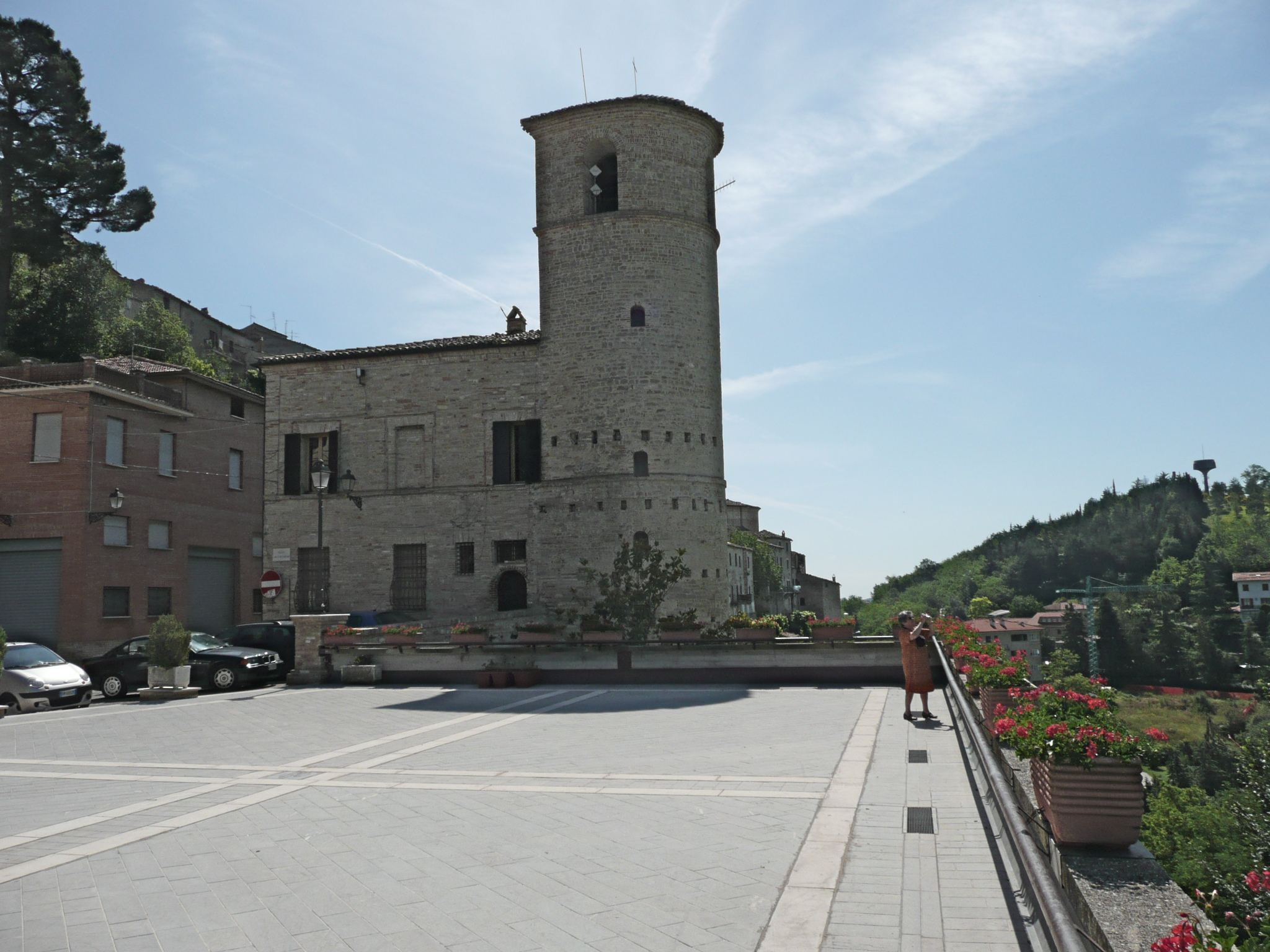
Municipio e Piazzale Guglielmo Marconi
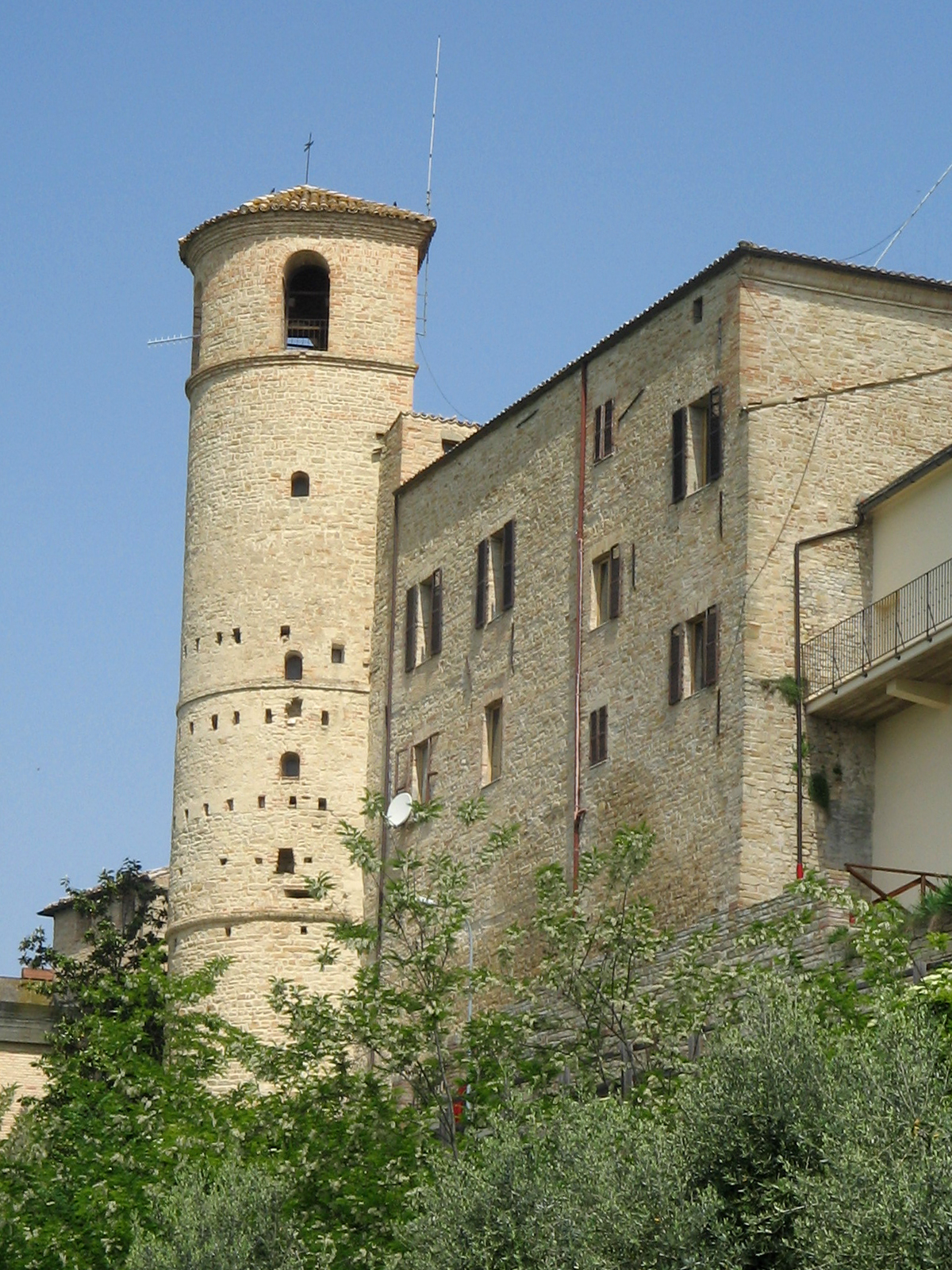
Torre Civica
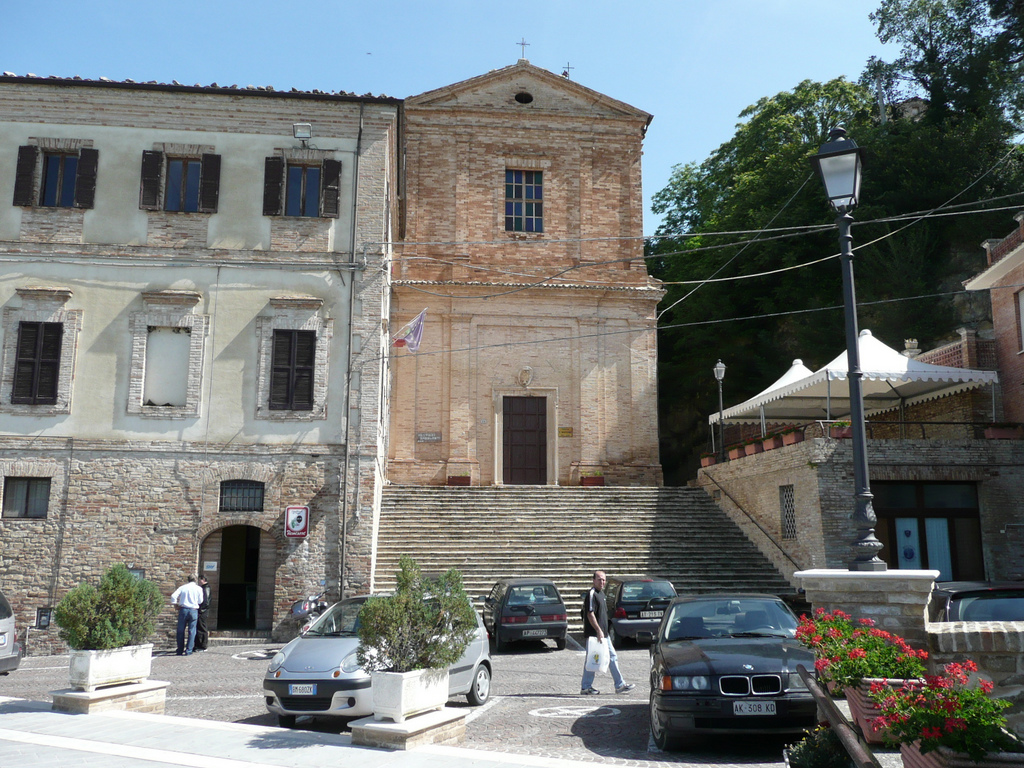
Chiesa di Sant'Agostino
Interno della Chiesa di Sant'Agostino
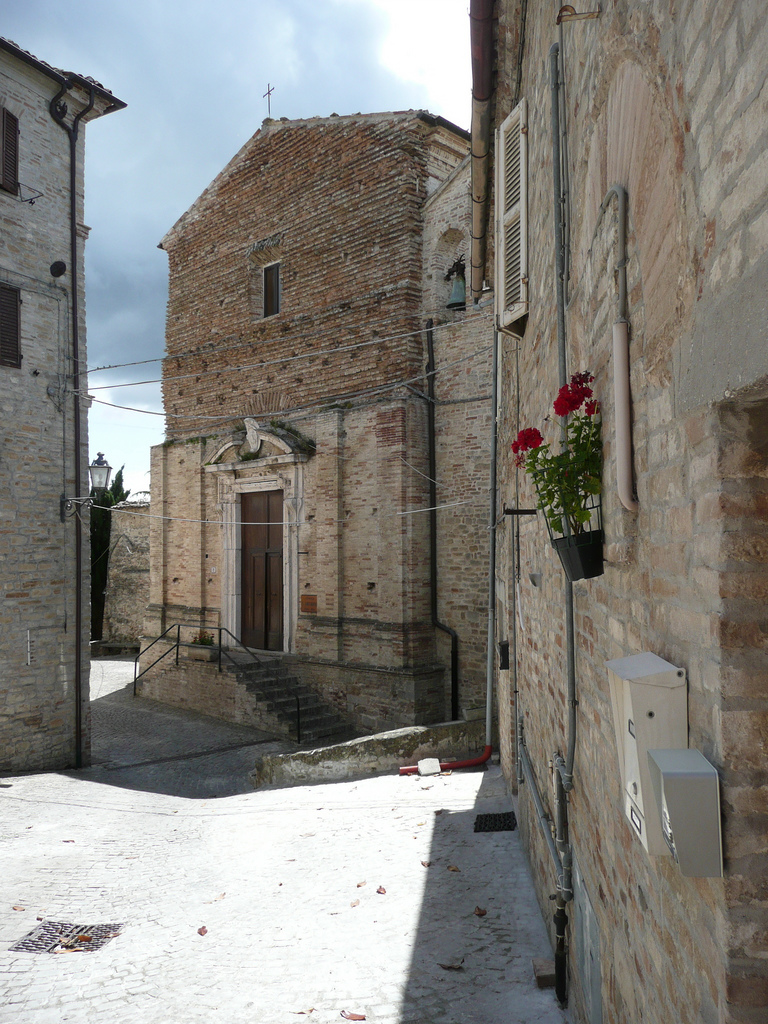
Chiesa di San Gregorio
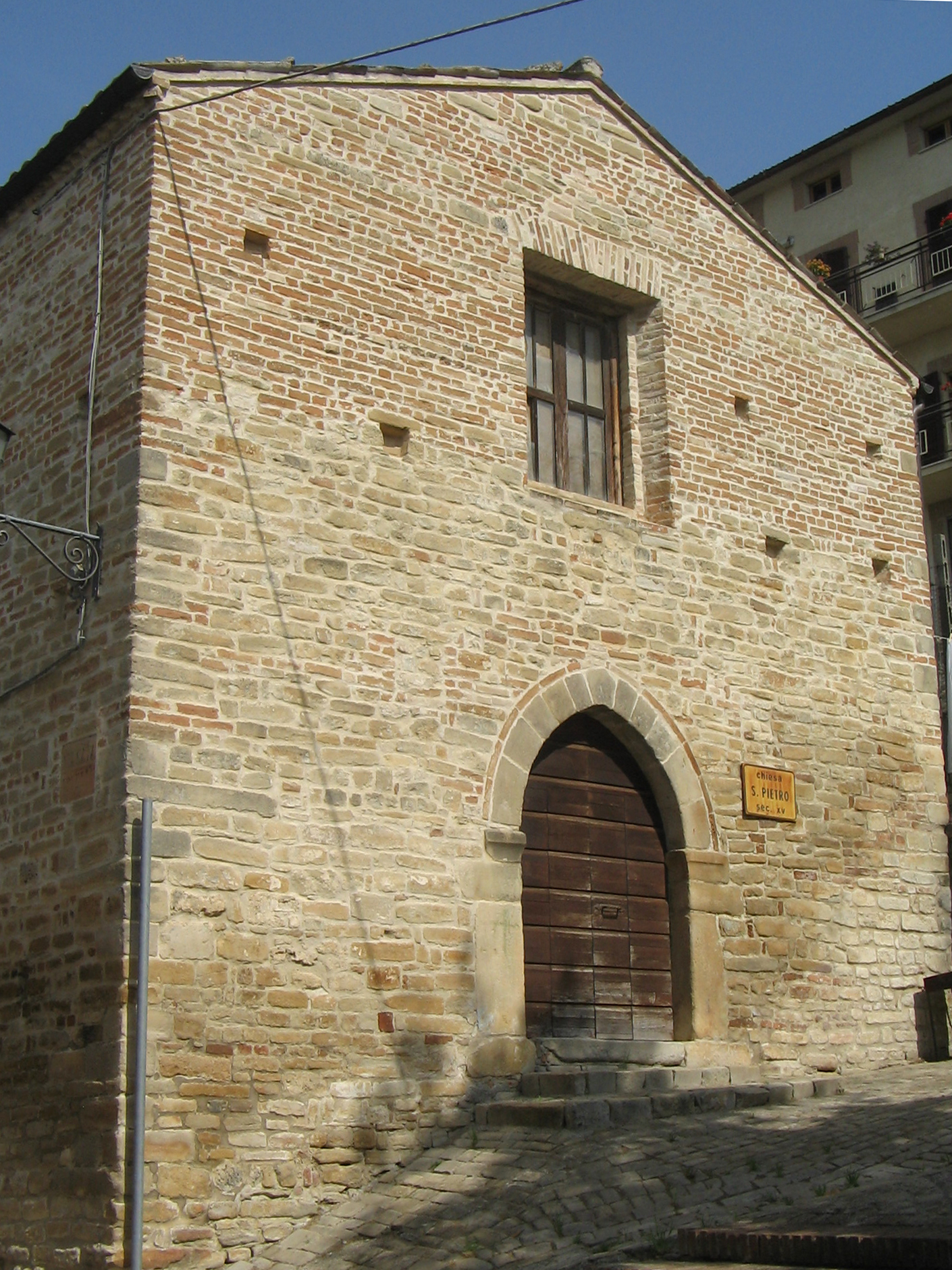
Chiesa di San Pietro
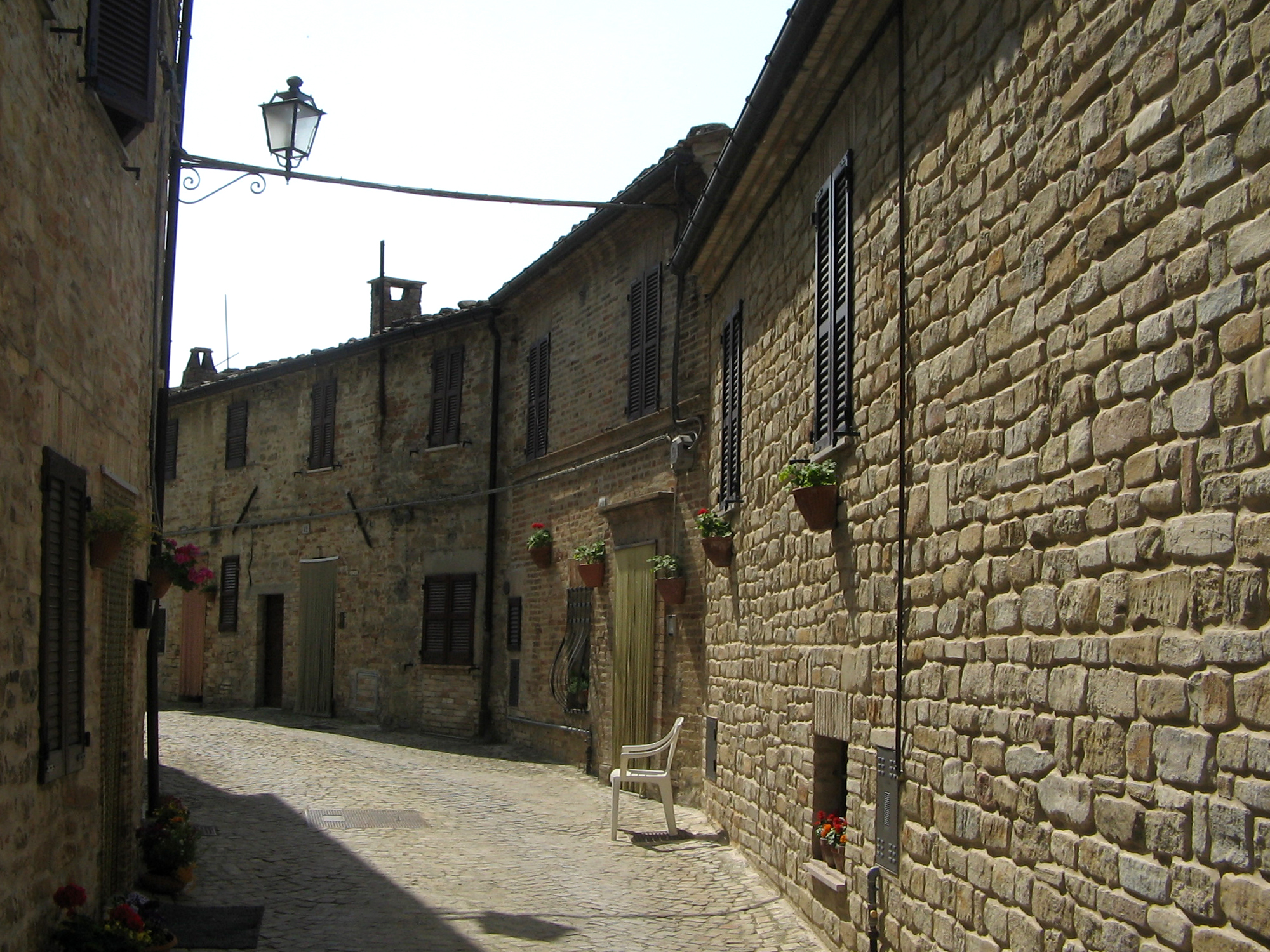
Via Castello
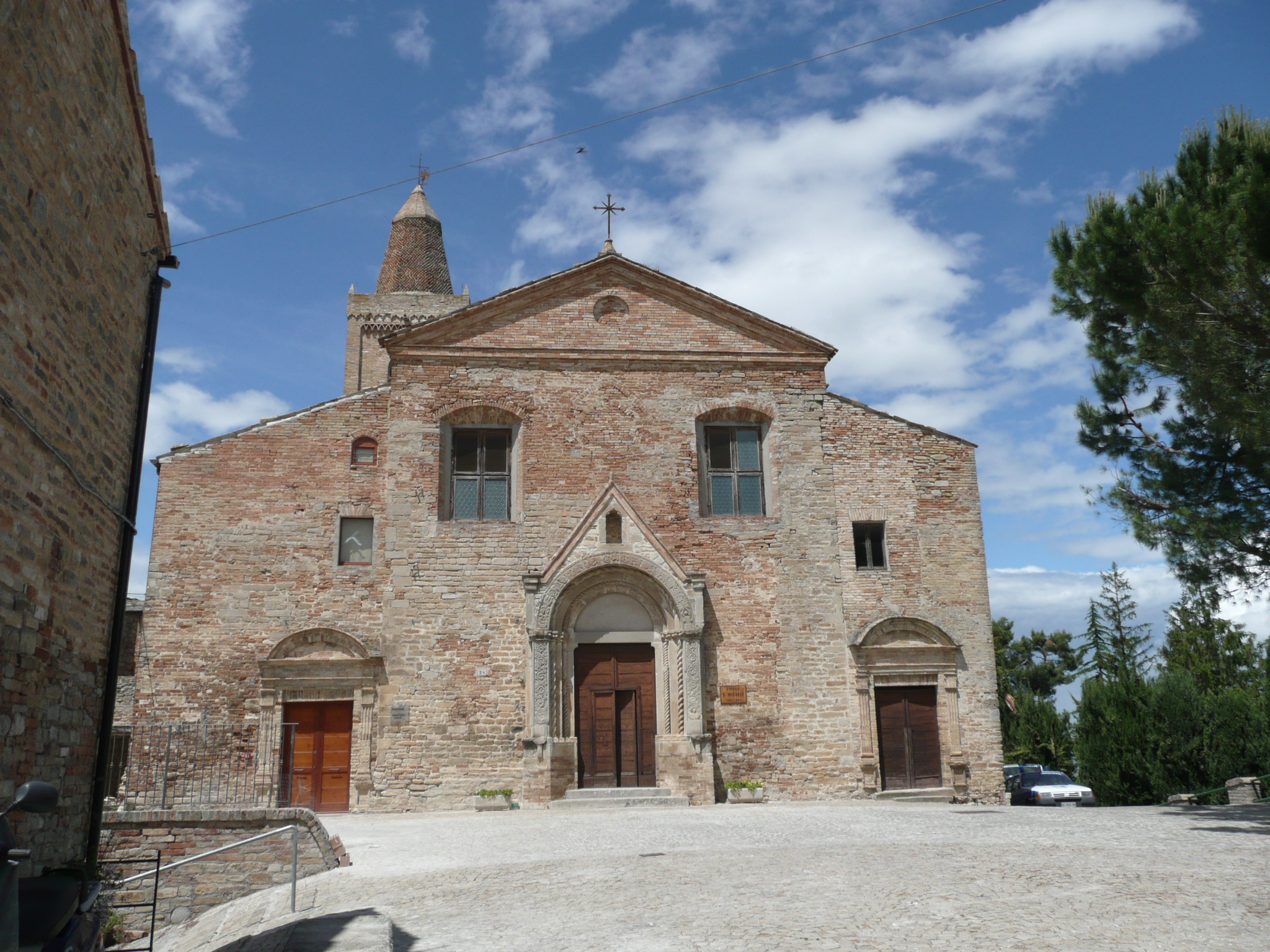
Chiesa di San Michele
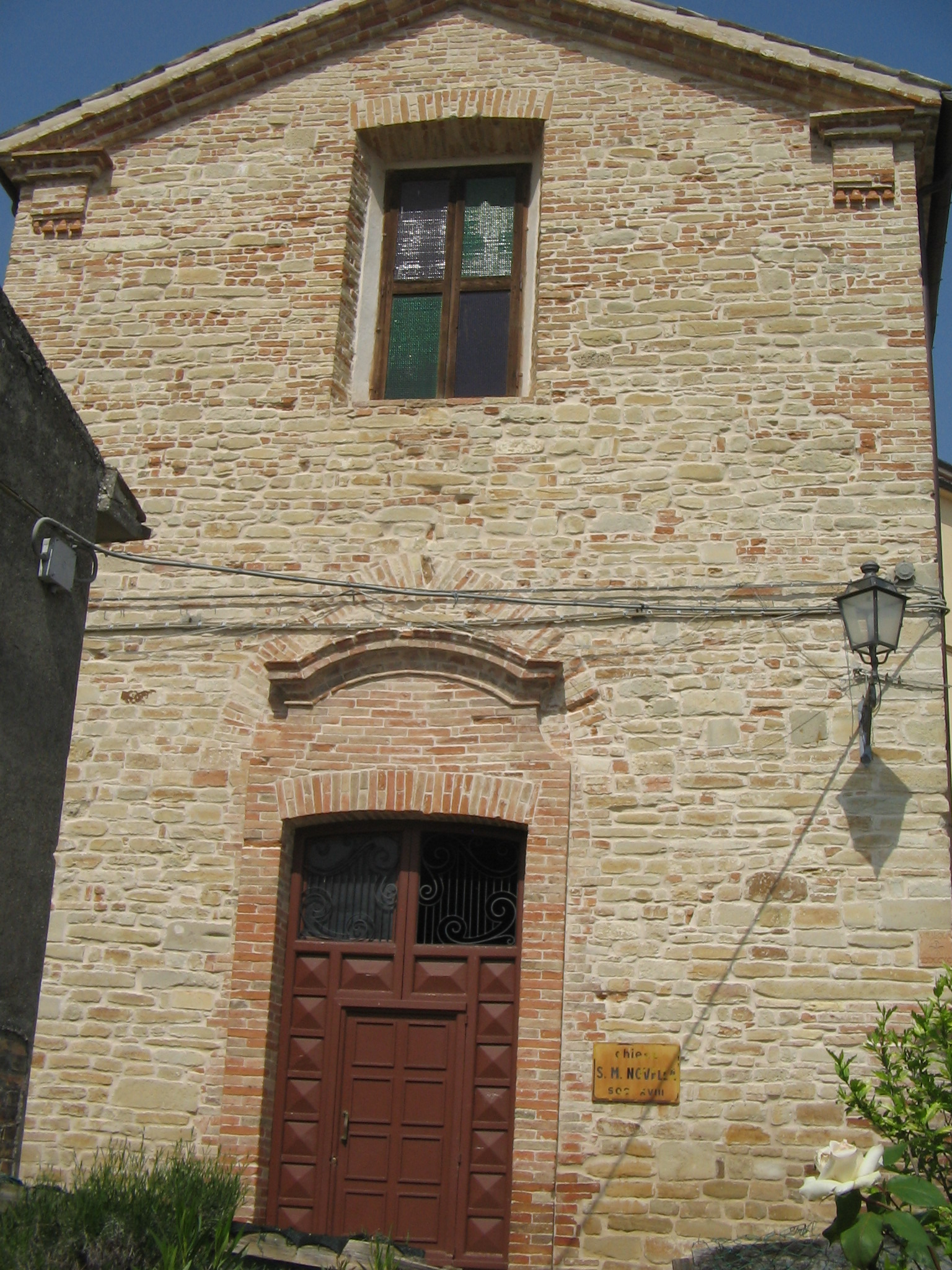
Chiesa di Santa Maria Novella
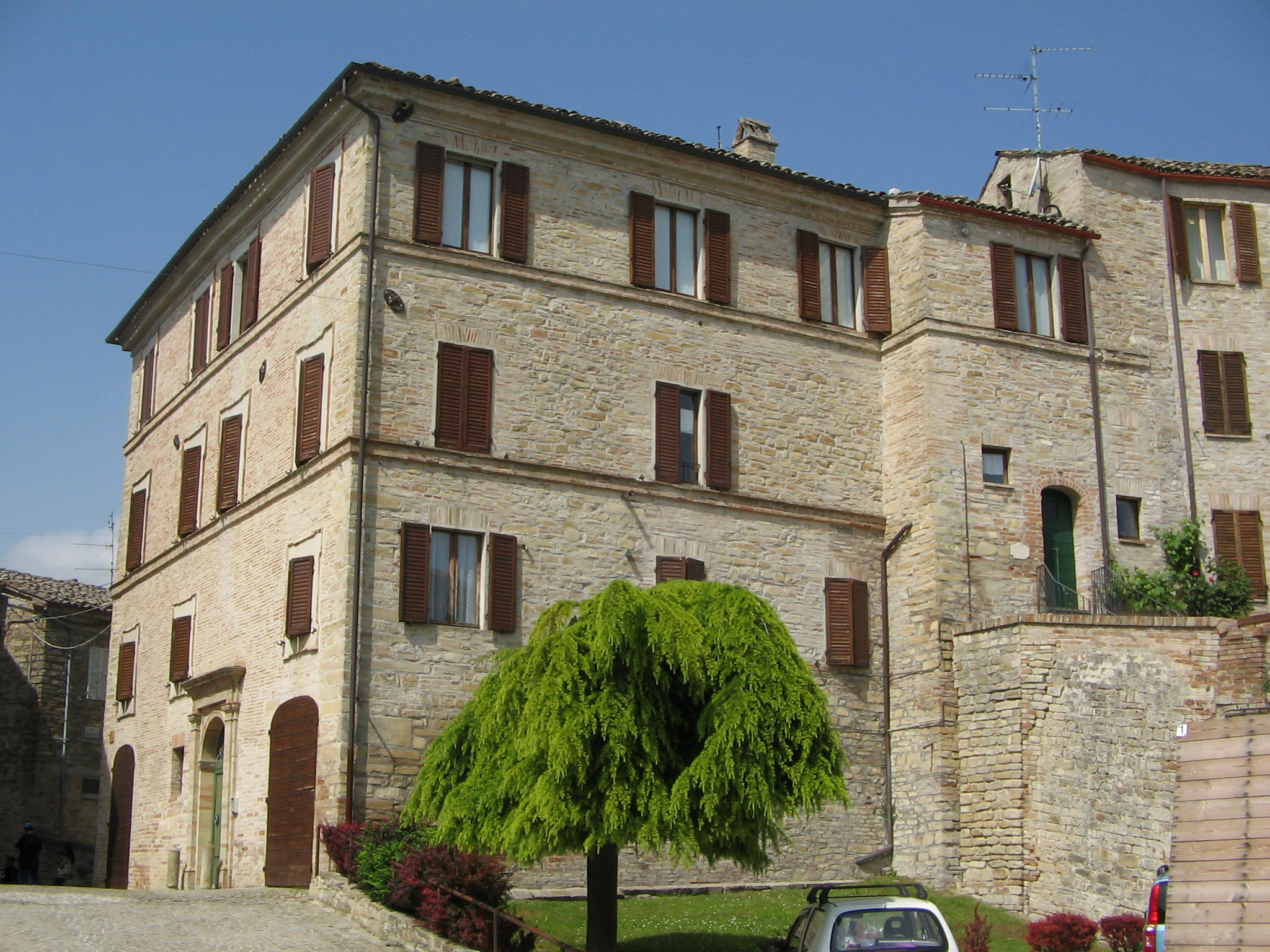
Palazzo Petrocchini
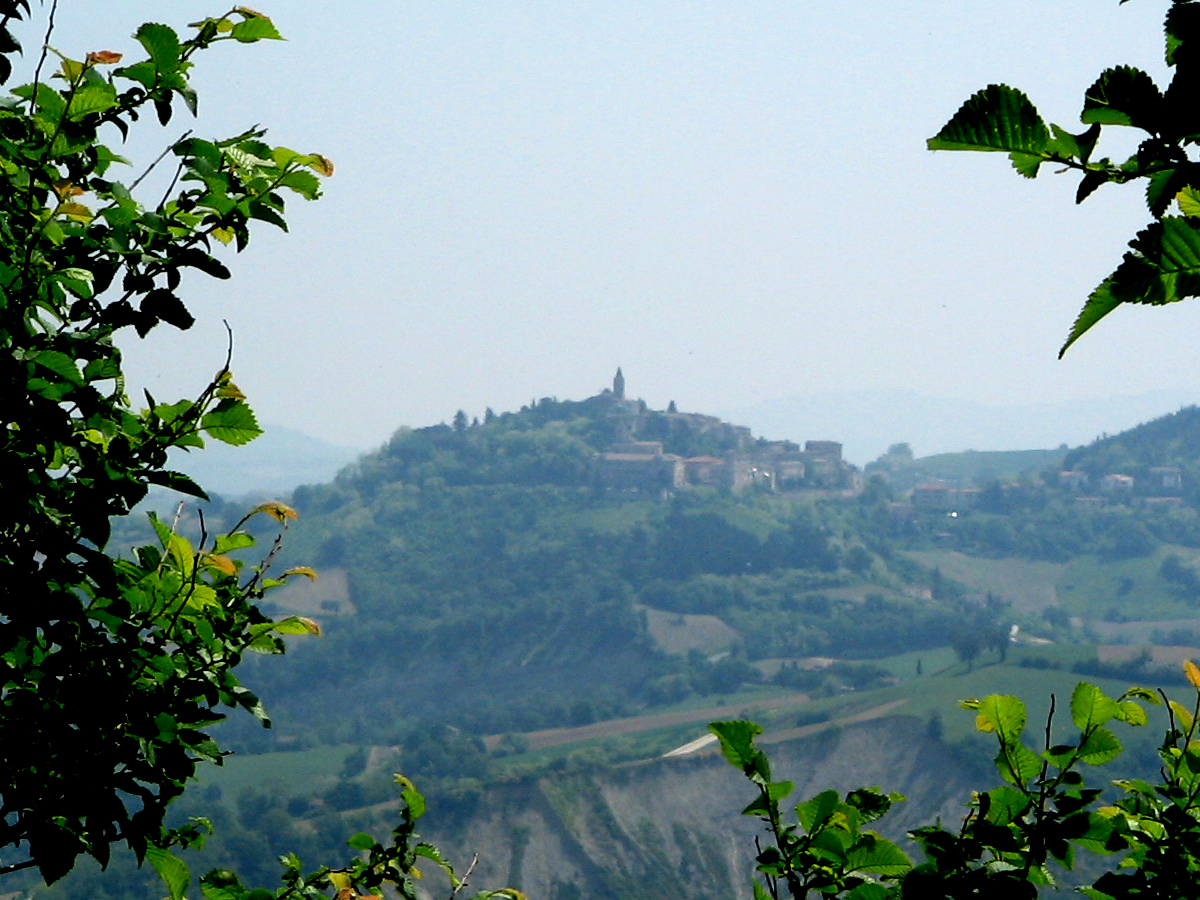
Vista da Santa Vittoria in Matenano